# Associazione dei bibliotecari ecclesiastici spagnoli
L'Associazione di bibliotecari ecclesiastici spagnoli (ABIE) è un'associazione canónica pubblica d'ambito spagnolo, senza fini di lucro, eretta nel 1993 dalla Conferenza episcopale spagnola, per la tutela, conservazione e valorizzazione del patrimonio bibliografico della Chiesa spagnola.. In precedenza, nel 1969, nel 1972 e nel 1985 si era già manifestata l'intenzione di riunire i bibliotecari ecclesiastici spagnoli, così come si era già fatto con gli archivisti ecclesiastici già dal 1969. L'intenzione ha avuto esito positivo grazie all'impulso di Josep Maria Martí i Bonet, che nel 1991 ha convocato 75 direttori di biblioteche ecclesiastiche. Alla convocazione risposero solo in 15, che diedero vita a una Commissione Costituente, con l'incarico di costituire la futura Associazione. Il 9 aprile 1993 si svolse, nel Seminario Conciliare di Madrid, l'Assemblea Costituente dell'Associazione, anche se gli statuti furono approvati dalla Conferenza Episcopale Spagnola solo il 19 novembre 1993. Il primo presidente dell'associazione è stato Alfonso de la Fuente, mentre Carlos García Andrade fu nominato segretario.
Dal 13 dicembre 2008, ABIE è una delle 20 associazioni professionali membri della Federazione Spagnola di Associazioni di Archivistica, Biblioteconomia, Scienze della Documentazione e Museistica (FESABID). Parimenti, dal 1997 l'Associazione anche è membro di BETH, Biblioteche Europee di Teologia.